# 四複合三角柱
在幾何學中，四複合三角柱（英語：Compound of four triangular prisms），是一種凹多面體，屬於星形多面體，結構是四個三角柱的複合體。這可以被看作是多面體和星形多面體的複合體。此均勻多面體複合體是四個三角柱的對稱排列的，對稱於八面體的三重旋轉對稱的對稱軸。